# Frisia Orientale

Bandiera della Frisia Orientale

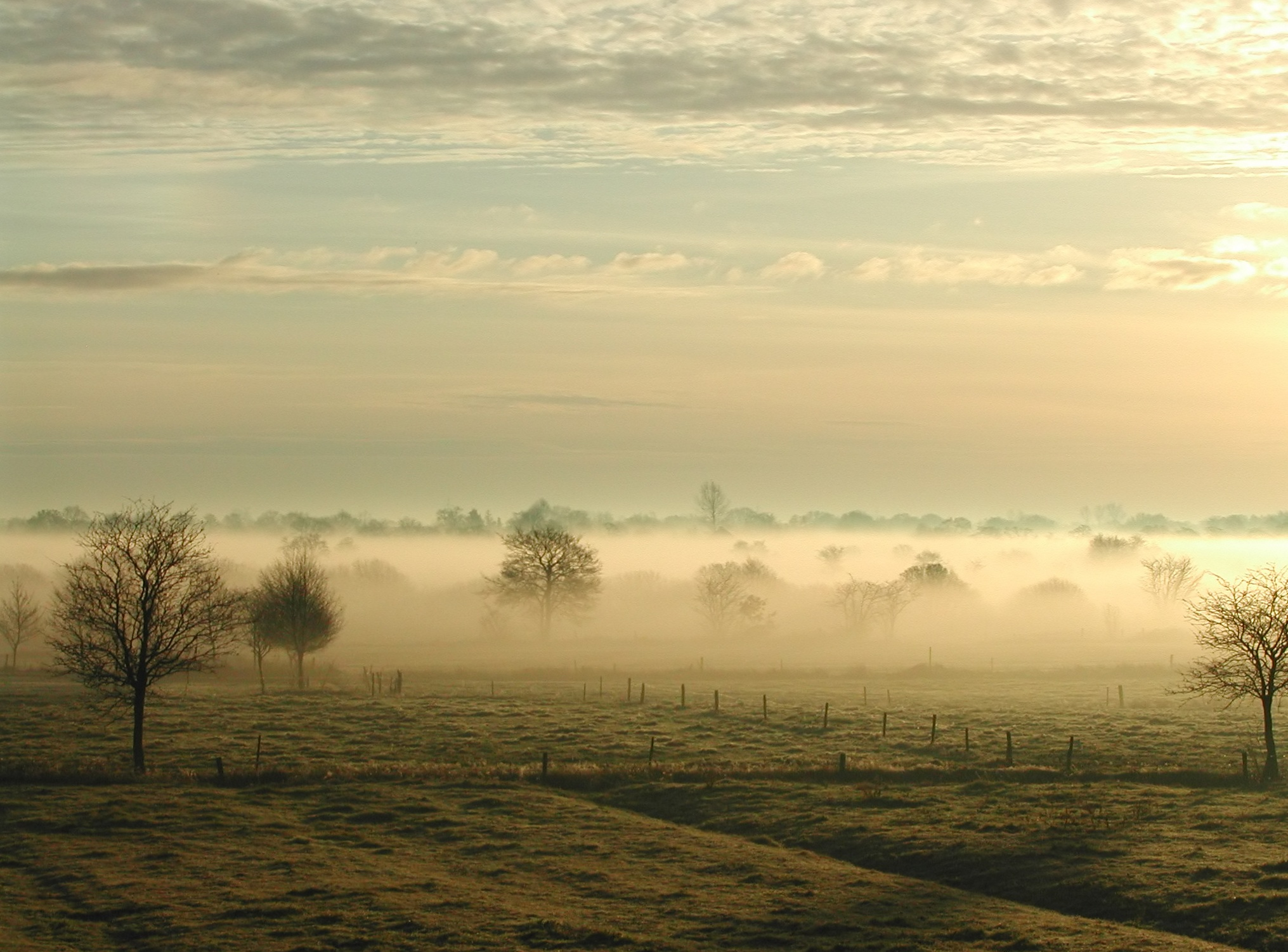
Mattina in Frisia

Mappa della Frisia orientale

La Frisia Orientale (in tedesco: Ostfriesland) è una regione costiera del nord ovest dello Stato federato tedesco di Bassa Sassonia. Confina con la Frisia Occidentale (nei Paesi Bassi) e il circondario della Frisia Settentrionale nello stato tedesco dello Schleswig-Holstein; insieme, formano la regione storica e geografica della Frisia.
L'area è formata dai circondari di Aurich, Leer e Wittmund, e dalla città extracircondariale di Emden.
Di fronte alla costa c'è una serie di isole chiamate Isole Frisone orientali (Ostfriesische Inseln). Queste isole (da ovest a est) sono chiamate: Borkum, Juist, Norderney, Baltrum, Langeoog, Spiekeroog e Wangerooge.

## Conti della Frisia Orientale dalla casata di Cirksena (1464-1654)
- 1464-1466: Ulrico I
- 1466-1492: Enno I con Theda Ukena (vedova di Ulrico I)
- 1492-1528: Edzardo I "il Grande" con
  - 1492-1494: Theda Ukena
  - 1494-1507: Uko
- 1528-1540: Enno II con il fratello Giovanni I
- 1540-1558: Anna di Oldenburg (vedova di Enno II)
- 1558-1561: Anna di Oldenburg con il figlio Edzardo II
- 1561-1591: Edzardo II con il fratello Giovanni II
- 1591-1599: Edzardo II
- 1599-1625: Enno III
- 1625-1628: Rodolfo Cristiano
- 1628-1648: Ulrico II
- 1648-1654: Enno Luigi con
  - 1648-1651: Giuliana d'Assia-Darmstadt (vedova di Ulrico II)

## Principi della Frisia Orientale dalla casata di Cirksena (1654-1744)
- 1654-1660: Enno Luigi
- 1660-1665: Giorgio Cristiano
- 1665-1708: Cristiano Eberardo con
  - 1665-1690: Cristina Carlotta di Württemberg (vedova di Giorgio Cristiano)
- 1708-1734: Giorgio Alberto
- 1734-1744: Carlo Edzardo

alla morte dell'ultimo conte della dinastia degli Cirksena, la contea viene ereditata dai Re di Prussia e viene elevata a principato.

## Principi della Frisia Orientale dalla casata di Hohenzollern (1744-1918)
- 1744-1786: Federico II
- 1786-1797: Federico Guglielmo II
- 1979-1840: Federico Guglielmo III
- 1840-1861: Federico Guglielmo IV
- 1861-1888: Guglielmo I
- 1888 Federico III
- 1888-1918: Guglielmo II